# 91 (število)
91 (ênaindevétdeset) je naravno število, za katero velja 91 = 90 + 1 = 92 - 1.

## V matematiki
- sestavljeno število.
- polpraštevilo.
- trikotniško število {\displaystyle 91=13(13+1)/2\,\!}.
- sedmo šestkotniško število {\displaystyle 91=7(2\cdot 7-1)}.
- šesto središčno šestkotniško število {\displaystyle 91=T_{5}\cdot 6+1;\quad (T_{5}=15)}
- šesto kvadratno piramidno število {\displaystyle 91=6(6+1)(2\cdot 6+1)/6\,\!}, oziroma vsota kvadratov prvih šest števil:

{\displaystyle 91=1^{2}+2^{2}+3^{2}+4^{2}+5^{2}+6^{2}\,\!}.
- psevdopraštevilo {\displaystyle 3^{91}=3{\pmod {91}}\,\!}.

## V znanosti
- vrstno število 91 ima protaktinij (Pa).

## Drugo

### Leta
- 491 pr. n. št., 391 pr. n. št., 291 pr. n. št., 191 pr. n. št., 91 pr. n. št.
- 91, 191, 291, 391, 491, 591, 691, 791, 891, 991, 1091, 1191, 1291, 1391, 1491, 1591, 1691, 1791, 1891, 1991, 2091, 2191